# BAPI - Bomba za uništavanje avio pista
BAPI je brazilska avio bomba koja služi za uništavanje avio pista to jest poletno-sletnih staza. Po nekim svojim karakteristikama slična je francuskoj bombi Matra Durandal.

## Opis
BAPI   je avio bomba, namenjenom za upotrebu u ratu za uništavanje pista, bunkera, skloništa i hangara neprijateljskih vazdušnih baza, kao i autoputeva, koji bi mogli da se koriste kao poletno-sletne staze za vojne avione. Odlikuje se malim prečnikom i izduženim aerodinamičnim telom, slično njegovom poznatijem francuskom paru: Durandal. BAPI ima ukupnu dužinu od 2,69 metara, prečnik od 231 mm i ukupnu masu od 238 kg. Bojeva glava je 13 kg, sposobna da izazove krater do 7 metara u prečniku i dva metra dubine. Dakle, jasno je da je zbog sličnosti sa francuskim oružjem, način na koji BAPI deluje identičan, odnosno da se radi o oružju koje se koristi za prodorne napade. 
Može da se kaže da je već sada ovo oružje zastarelo zbog pojave navođenih bombi u odnosu na ovo oružje koje je specijalizovano za uništavanje pista. U Brazilu su razvijene BPEN – penetracione bombe, kojima se mogu dodati kompleti za navođenje. Razvijeno oružje su BPEN 500 i BPEN 1000, a za njihovu proizvodnju zadužena je kompanija Magnaghi Friuli Aerospace. 

## Karakteristike BAPI bombe
BAPI se sastoji od četiri različita dela, a to su: bojeva glava, kontrolni sistem i upaljač, raketni motor i kočioni padobran. Operativni omotač oružja pokazuje brzinu lansiranja koja je u rasponu od 360 ~ 520 kts i nadmorsku visinu od približno 100 metara. 
Karakteristike ove bombe su sledeće:  
| Kаrakteristike                      | Rezultat   |
| ----------------------------------- | ---------- |
| Dužina                              | 2690 mm.   |
| Prečnik                             | 231 mm.    |
| Raspon krila (prečnik i peraja):    | 497 mm.    |
| Ukupna masa                         | 238 kg.    |
| Eksplozivno punjenje (bojna glava): | 13 kg.     |
| Dubina kratera                      | 1,5 - 2 m. |
| Prečnik kratera                     | 5-7 m.     |
| Visina lansiranja                   | 100 m.     |

BAPI se može koristiti na avionima F-5E i A-1.